# Kohlenstraße (Dresden)
Die Kohlenstraße ist eine historische Straßenverbindung im Süden von Dresden, die dem Transport der bei Hänichen und am Windberg geförderten Steinkohle nach Dresden diente.
Sie verläuft zunächst von Hänichen in westlicher Richtung zum Windbergplateau und schwenkt dann am ehemaligen Neuhoffnungsschacht direkt nach Norden. Stetig abwärts führt sie dann über den heutigen Freitaler Stadtteil Neuburgk und die Dresdner Stadtteile Gittersee und Coschütz zur Dresdner Innenstadt.
Nach 1856 übernahm die neuerrichtete Hänichener Kohlezweigbahn den Kohlentransport und die Straße verlor ihre Bedeutung. Heute erinnert nur noch der Straßenname Kohlenstraße in Dresden und Freital an die ursprüngliche Aufgabe der Straßenverbindung.
Ehemalige Steinkohlenwerke an der Kohlenstraße:
- Berglustschacht in Wilmsdorf (1852–1905)
- Beckerschacht in Hänichen (1846–1906)
- Beharrlichkeitsschacht in Rippien (1850–1906)
- Glück-Auf-Schacht in Bannewitz (1867–1930)
- Segen-Gottes-Schacht in Kleinnaundorf (1856–1916)
- Neuhoffnungsschacht in Niederhäslich (1837–1911)
- Windbergschacht in Kleinburgk (1845–1881)
- Reiboldschacht in Kleinburgk (1845–1867)
- Meiselschacht in Gittersee (1829–1859)